# 梓設計
株式会社梓設計（あずさせっけい）は、日本の組織系建築設計事務所。

## 概要
梓設計はその前身である梓建築事務所として、1945年（昭和20年）に清田文永を中心とするメンバーによって創設された。
同社は早くからBIM導入にも取り組み、2010年（平成22年）には国土交通省初のBIM採用を条件とした試行案件「新宿労働総合庁舎外設計業務」公募型プロポーザルに応募・選定された。

## 沿革
- 1946年（昭和21年）、清田文永が自宅に合資会社梓建築事務所開設
- 1947年（昭和22年）、清田文永と大竹十一らが梓建築事務所を株式会社化
- 1973年（昭和48年）、社名を株式会社梓設計に改称、本社を品川区五反田に移転
- 1999年（平成11年）、ISO9001認証取得
- 2005年（平成17年）、本社を天王洲に移転
- 2017年（平成29年）、仏GLevents社の日本駐在員事務所社内受け入れ
- 2018年（平成30年）、仏INGEROP社と戦略的提携
- 2019年（平成31年/令和元年）、株式会社柳澤孝彦＋TAK建築研究所の株式を全株取得、本社を大田区羽田旭町のMFIP羽田に移転

## 主な作品
- 函館空港国内線旅客ターミナル
- 東京国際空港国際線旅客ターミナル
- 福岡空港国際線旅客ターミナル
- 中部国際空港空港ターミナルビル
- 神戸空港旅客ターミナル
- 米子空港旅客ターミナル
- 北九州空港旅客ターミナル
- 徳島空港旅客ターミナル

東京国際空港国際線旅客ターミナル

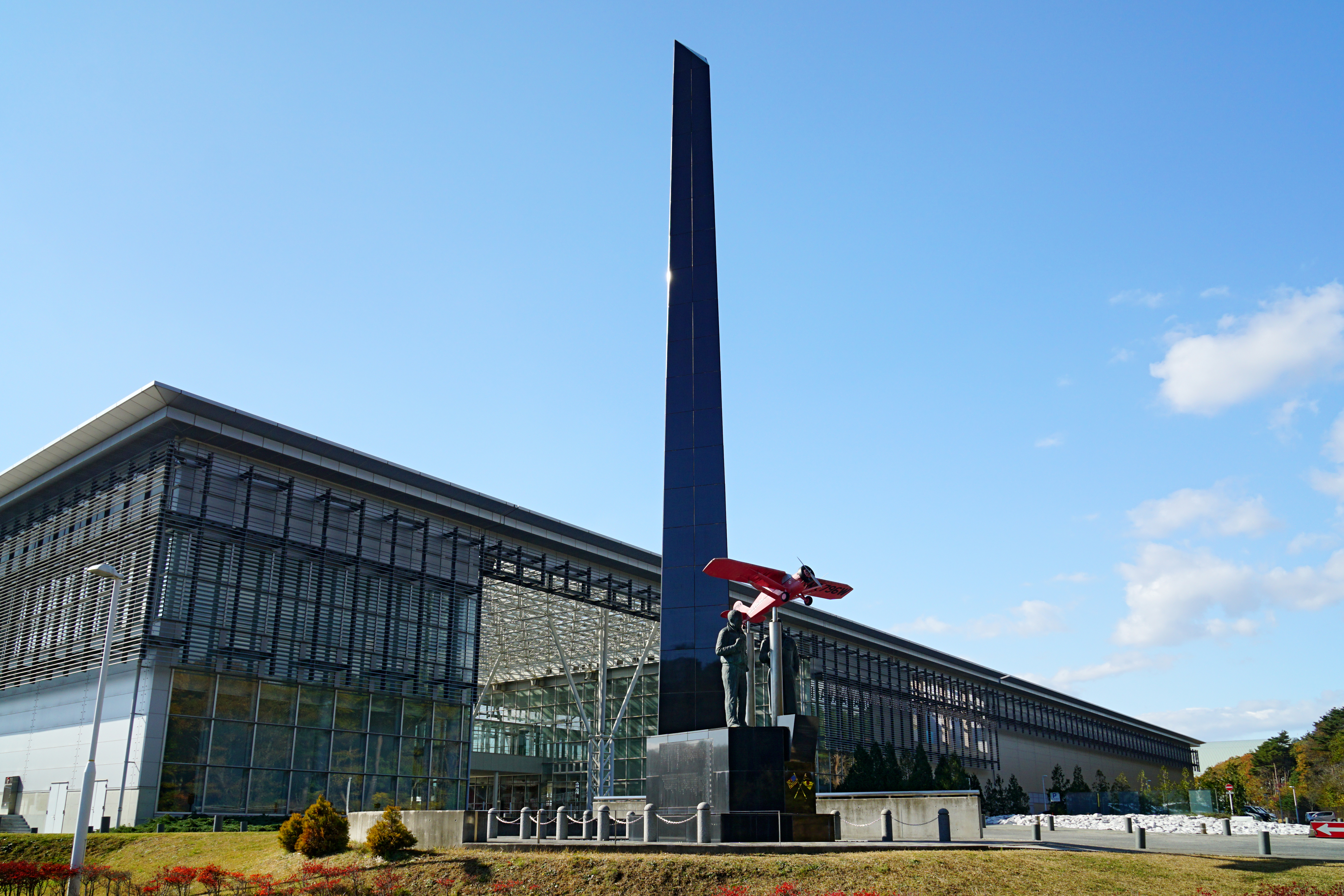
青森県立三沢航空科学館

埼玉スタジアム

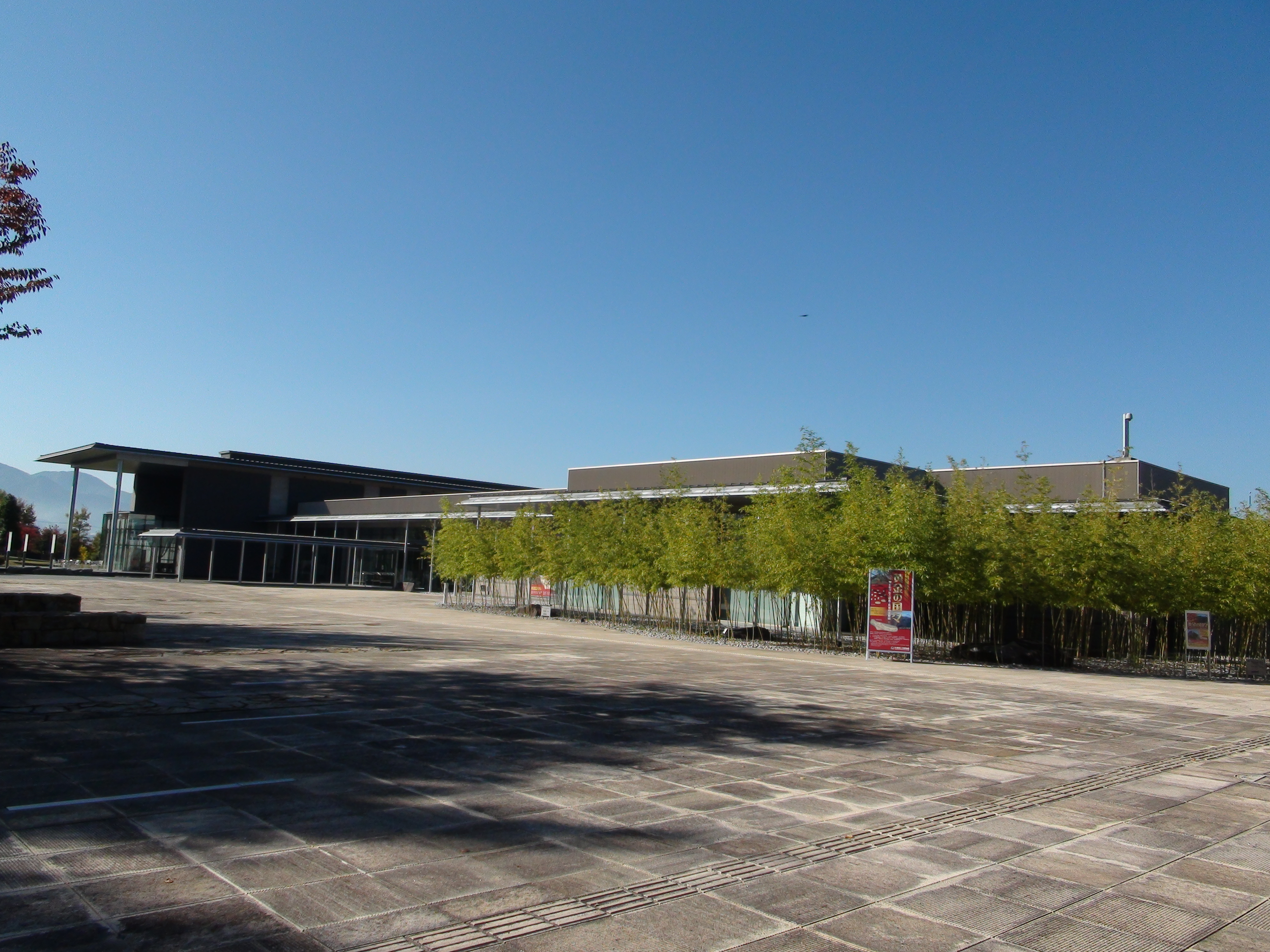
山梨県立博物館

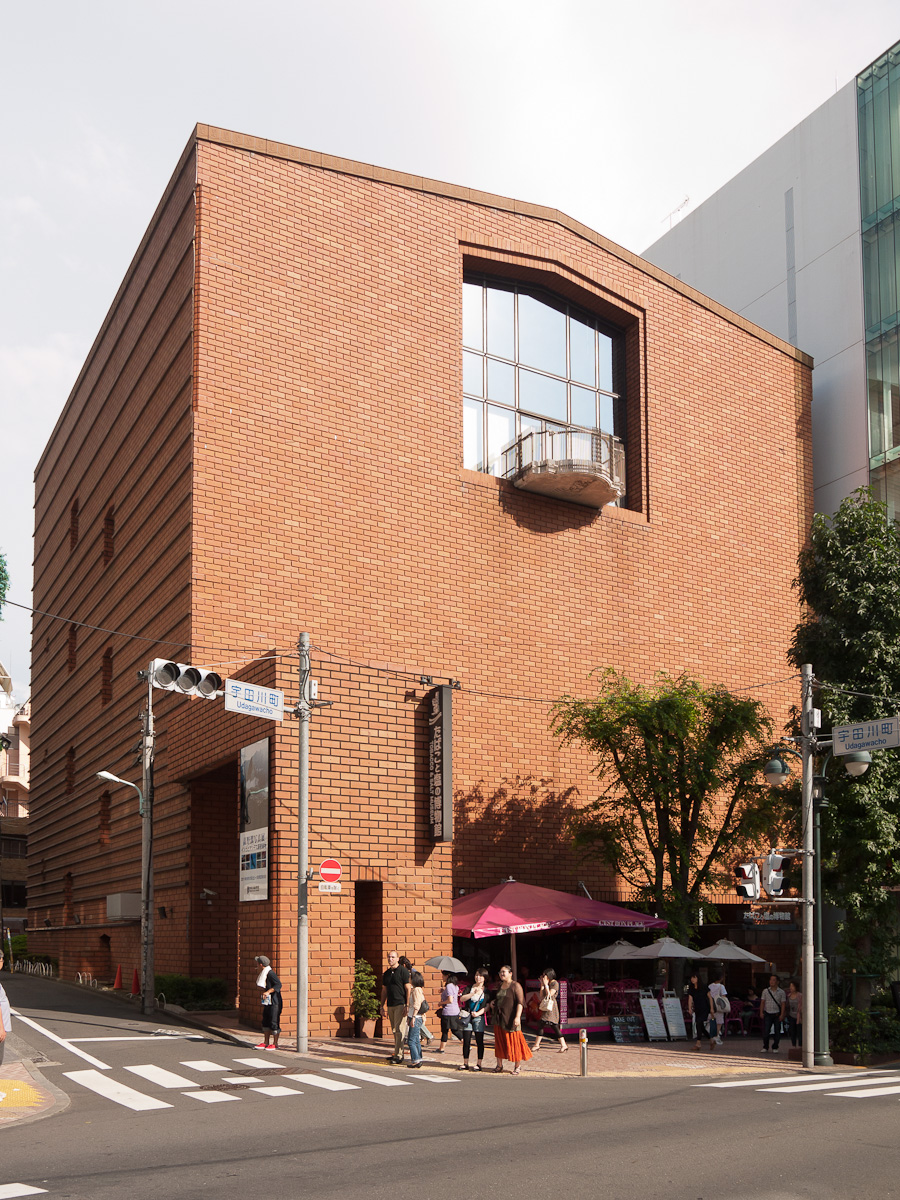
たばこと塩の博物館

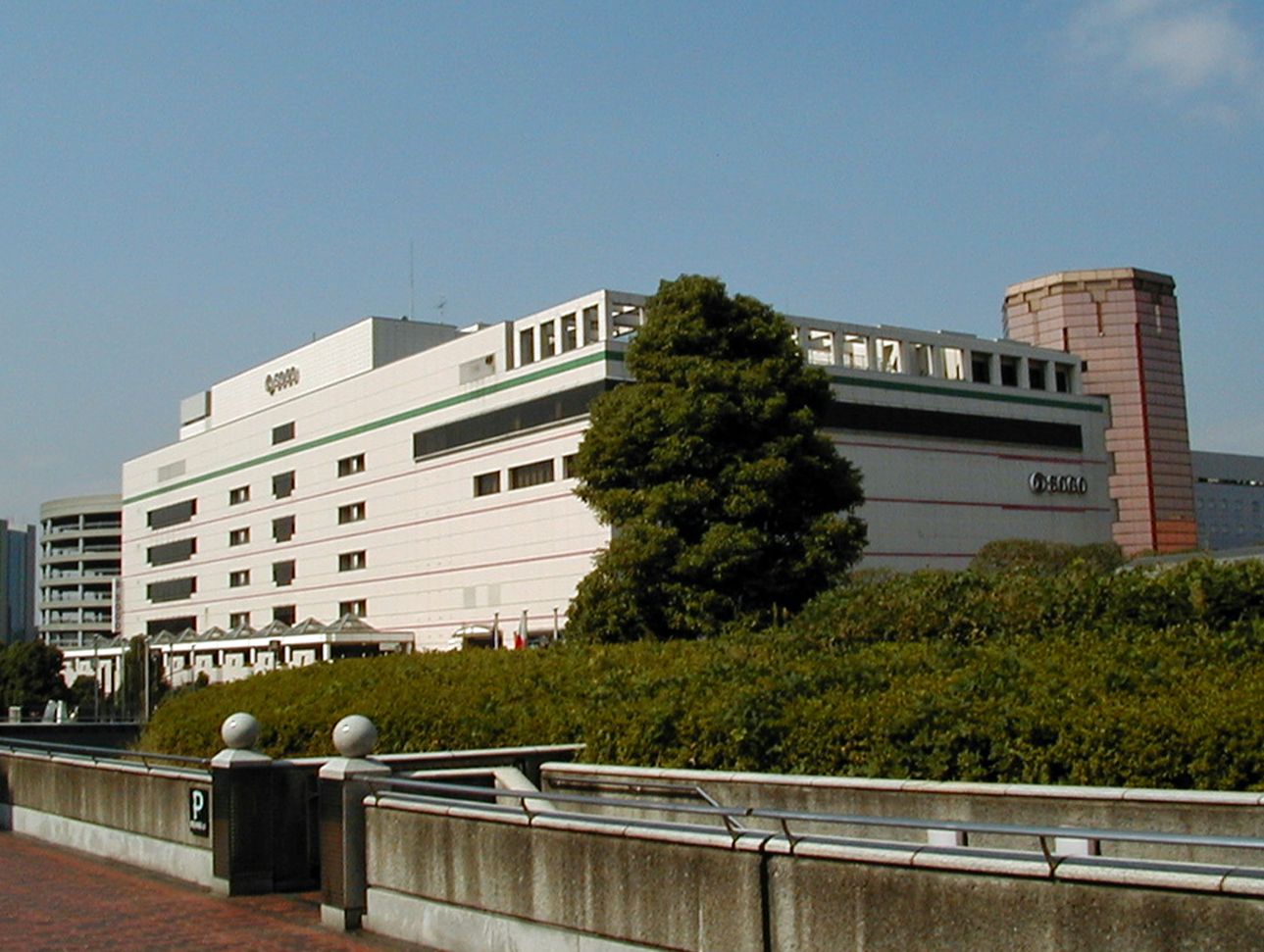
多摩そごう

- 横浜ハンマーヘッド（新港ふ頭客船ターミナル複合施設）
- 函館蔦屋書店
- 青森県立三沢航空科学館
- 縄文時遊館
- アクアパレットまつやま
- 根津記念館
- 山梨県立博物館
- 山梨市庁舎
- 江東区教育センター・江東区立東陽図書館
- 日本大学理工学部　船橋校舎テクノプレース15
- 秋田県立大館国際情報学院中学校・高等学校
- ハーバープレミアムビル
- 八千代町役場庁舎
- 岐阜薬科大学新学舎
- 臨海斎場
- 新潟県立長岡屋内総合プール
- 名古屋市総合体育館
- 埼玉スタジアム2002
- 福岡国際センター
- 日環アリーナ栃木[2]
- 新潟県立野球場
- 香川県営野球場
- 岡山市立吉備高等学校講堂
- テレビ東京天王洲スタジオ
- オルトヨコハマ（第2回特殊緑化コンクール国土交通大臣賞：屋上緑化大賞）
- 青森総合運動公園
- 東北労災病院
- 妙高市立新井小学校
- 妙高市役所
- 厚木市斎場
- 飛騨信用組合本店
- スギモトグループ本社ビル
- 燕市役所新庁舎
- 上田交流文化芸術センター・上田市美術館
- TOTOミュージアム
- つくばみらい市立陽光台小学校
- ほっとアリーナ妙高高原
- レジーナリゾート旧軽井沢
- ゆいの森あらかわ
- 越後妻有文化ホール・十日町市中央公民館「段十ろう」
- 小林市役所新庁舎
- 長門市俵山多目的交流広場クラブハウス
- 多摩センター百貨店ビル（多摩そごう）
- たばこと塩の博物館（渋谷区神南にあった頃の旧施設）
- 国立新競技場
- Kアリーナ横浜
- 日本大学ニューカッスルキャンパス

## 関係人物
- 清田文永
- 大竹十一
- 多田正男
- 田村敏夫
- 春山一郎
- 北村總一
- 森浩
- 加藤幸三
- 今井一郎
- 杉谷文彦
- 喜多村成雄